# Baureihe 120
Baureihe 120 – lokomotywa elektryczna produkowana w latach 1979–1989 dla kolei zachodnioniemieckich. Wyprodukowano 65 lokomotyw. Elektrowozy zostały wyprodukowane do prowadzenia pociągów pasażerskich na zelektryfikowanych liniach kolejowych przy prędkości maksymalnej 200 kilometrów na godzinę. Pierwszych pięć elektrowozów zostało wyprodukowanych w 1979 roku.  Elektrowozy zostały pomalowane na charakterystyczny kolor beżowy i czerwony. Elektrowozy są eksploatowane do prowadzenia pociągów ekspresowych. Jedna lokomotywa otrzymała w listopadzie 1996 roku okolicznościowe malowanie świąteczne wykonane przez przedsiębiorstwo modelarskie Märklin. Dodatkowo elektrowóz otrzymał w 2009 roku okolicznościowe malowanie z okazji 150-lecia firmy Märklin. Dodatkowo Märklin wyprodukował modele elektrowozów w okolicznościowych malowaniach.